# Емблема Руанди
Державним символом Республіки Руанда слугує емблема, що затверджена статтею 6 Конституції Руанди від 26 травня 2003 року. Емблема складається з кола у вигляді зеленої мотузки, зав'язаною вузлом біля основи. Всередині кола, у верхній частині, — золота стрічка з чорним написом «РЕСПУБЛІКА РУАНДА» (руанд. REPUBULIKA Y'U RWANDA). Внизу вузла — золота стрічка з гаслом «ЄДНІСТЬ, ПРАЦЯ, ПАТРІОТИЗМ» (руанд. UBUMWE, UMURIMO, GUKUNDA IGIHUGU). Емблема Республіки також несе такі ідеограми: сонце зі своїми променями, стебло сорго і гілка кавового дерева, кошик, синє зубчасте колесо і два щита, один праворуч і один ліворуч.

## Історія емблеми
|  | Цей розділ статті ще не написано. Ви можете допомогти проєкту, написавши його. |

|  | Емблема Республіки складається з ідеограм голуба і маслинової гілки, мотики і сікача, лука і стріли, що відповідно символізують мир, працю і захист демократичних свобод, на додаток до назви (фр. RÉPUBLIQUE RWANDAISE) і гасла («СВОБОДА, СПІВПРАЦЯ, ПРОГРЕС» (фр. LIBERTÉ, COOPÉRATION, PROGRÈS)) республіки, все це в обрамленні двох національних прапорів, розміщених один навпроти одного. |